# دهستان کهور خشک
دهستان کهور خشک، یکی از دهستان‌های بخش ناصریه شهرستان گنبکی در استان کرمان ایران است. مرکز این دهستان، روستای میرآباد امامقلی است.

## جمعیت
بر پایه سرشماری عمومی نفوس و مسکن در سال ۱۳۹۵، جمعیت دهستان کهور خشک برابر با ۶٬۴۰۲ نفر بوده است.